# Joseph Boze
Joseph Boze (ur. 1745 w Martigues, zm. 17 stycznia 1826 w Paryżu) – francuski malarz.

## Życiorys
Urodził się w 1745 r. w Martigues jako syn marynarza. Około 1760–1762 przeniósł się do Marsylii, gdzie studiował na École pratique de dessin et de peinture. Mógł być uczniem Pierre’a Bernarda, a z całą pewnością pozostawał pod jego wpływem. 7 stycznia 1770 r. ożenił się w Awinionie z Madeleine-Françoise Clétiez z Alès, z którą miał sześcioro dzieci. Osiadł z żoną w Alès, dojeżdżając do Marsylii. W 1776 r. para przeniosła się do Nîmes, gdzie Boze nawiązał kontakty z Rabaut-Saint-Étienne’em i został zwolennikiem protestantów. Wspólnota protestancka była potem jego zleceniodawcą. Dzięki pokrewieństwu żony z opatem de Vanmale poznał M. Duché, który wprowadził go do środowiska artystycznego Montpellier.
Z niejasnych powodów w 1778 Boze przeniósł się do Paryża. W tym czasie zajmował się konstruowaniem urządzeń, m.in. opracował maszynę do przewracania stron partytury bez użycia rąk, i należał do Akademii Sztuk Użytkowych. Boze miał nadzieję na komercjalizację swoich wynalazków, jednak żaden z nich nie wszedł do produkcji, ale dzięki nim poznał hrabiego de Tessé, który przedstawił go na dworze. Boze był związany z dworem do 1788 r., jednak nigdy nie należał do królewskiej akademii. Pierwszą wystawę jego prac zorganizowano w 1791, a ponieważ spotkała się z negatywnym odbiorem krytyków następną prezentację dorobku zorganizowano dopiero w 1817.
Jego działalność w okresie rewolucji francuskiej pozostaje niejasna, ponieważ źródłem wiedzy o jego życiu są w znacznej mierze wspomnienia córki, która miała silnie monarchistyczne przekonania. Tym niemniej wiadomo, że Boze należał do jakobinów i sportretował niektórych ważnych działaczy rewolucyjnych, w tym Mirabeau, Robespierre’a i La Fayette’a. Pomimo tego w 1793 r. został aresztowany i był sądzony jako kontrrewolucjonista. Uniewinniono go dzięki interwencji żony. W 1794 r. Boze dystrybuował kopie swojego wcześniejszego portretu Marata, prawdopodobnie by podkreślić swoje poparcie dla rewolucji.
O okresie jego życia pomiędzy 1803 i 1813 r. wiadomo najmniej. W 1817 r. otrzymał pensję od Ludwika XVIII. Zmarł 17 stycznia 1826 r. w Paryżu.